# 제45회 체스 올림피아드
제45회 체스 올림피아드는 2024년 9월 10일부터 23일까지 헝가리 부다페스트에서 열리는 국제 체스 연맹(FIDE)이 주관하는 국제 체스 대회이다. 1926년 부다페스트에서 열렸던 제2회 비공식 체스 올림피아드가 열린 후 처음으로 헝가리에서 열리는 체스 올림피아드다.
이번 대회의 총 참가자수는 1,884명으로 이 중 975명이 오픈 부문에, 909명이 여성 부문에 출전한다. 등록된 팀 수는 오픈 부문은 195개국 197개팀, 여성 부문 181개국 183개팀으로 양 쪽 모두 체스 올림피아드 역사상 가장 많은 참가팀수를 기록했다. 이번 올림피아드에서 많은 국가대표팀이 여성 부문에서 데뷔전을 치뤘고 1세 미만의 자녀를 둔 선수들이 대거 출전을 결정했는데 이는 양성평등을 보장하고 육아를 지원하기 위해 FIDE 여성위원회가 운영하는 "여성국가팀 이니셔티브"와 "체스맘" 프로그램의 지원 덕분에 이루어졌다. 또한 난민을 위한 FIDE의 "보호를 위한 체스" 이니셔티브 실천을 위해 난민으로 구성된 난민 체스 올림피아드 팀이 양 부문에 처음으로 참여한다. 이번 체스 올림피아드의 주경기장은 부다페스트의 SYMA 스포츠 및 컨퍼런스 센터이다. 이번 대회의 수석 체스 심판은 슬로바키아의 이반 시로비이다.
올림피아드 결과 2022년에 동메달을 얻었던 인도가 이번 대회에서 오픈 부문, 여성 부문 양 쪽 다 금메달을 얻었다. 같은 국가가 두 종목에서 금메달을 얻은 건 2018년 이후 처음이며 인도는 구 소련과 중화인민공화국에 이어 세 번째로 종합 우승을 차지한 국가가 되었다. 인도의 탑 보드 선수인 구케시 디는 퍼포먼스 레이팅 3056(10점 만점 중 9점 기록)을 기록하며 오픈 부문의 출전 선수로는 가장 높은 레이팅을 기록했다. 이스라엘의 다나 코차비 선수는 퍼포먼스 레이팅 2676(8점 만점 중 8점 기록)을 기록하며 여성 부문 가장 높은 레이팅을 기록했다.
이번 체스 올림피아드 기간 제95회 FIDE 총회도 같이 열린다. 키르기스스탄 체스 연맹이 제안한 FIDE의 러시아 및 벨라루스 경기 참여 제재 조치 해제안은 총회 결과 부결되었다.

## 배경
체스 올림피아드는 격년마다 열리는 체스 토너먼트로 각 국가를 대표하는 팀이 올림픽처럼 서로 경쟁하며 체스 경기를 치르는 대회이다. "체스 올림픽"이라고 명명한 최초의 비공식 대회는 1924년 프랑스 파리에서 열렸으며 같은 해 파리에서 열린 1924년 하계 올림픽과 같은 시기에 진행되었다. 이 대회는 공식적으로 올림픽 경기에 속해 있지 않았고 우승자에게 공식 올림픽 메달도 수여되지 않았지만 올림픽의 규칙이 적용되었다. 하계 올림픽 주최 측은 체스를 '스포츠'가 맞다고 정의했으나 아마추어만 참가할 수 있도록 규정을 세워야 한다고 요구했는데 체스계에서는 아마추어와 프로의 경계를 정하기 매우 어려웠기 때문에 문제가 되었다. 체스 올림피아드 최초의 공식 대회는 1927년 영국 런던에서 열렸다. 1950년까지 올림피아드 대회는 불규칙한 간격으로 열렸다 이후 1950년부터 격년마다 열리기로 굳어졌다. 최초의 여성 체스 올림피아드는 1957년 네덜란드 에먼에서 열렸다. 1976년부터는 여성 부문이 체스 올림피아드 오픈 부문과 동시에 개최되기 시작했다. 체스 올림피아드에서 가장 금메달을 많이 획득한 국가는 구 소련으로 총 18개의 금메달을 획득했다.
2024년 체스 올림피아드 및 2022년 여성 체스 월드컵, 2023년 체스 월드컵 개최국 선정과 관련된 FIDE 총회의 개최국 선정 절차는 2019년 11월부터 시작되었다. 대회 개최에 관심이 있는 도시는 2020년 5월 1일까지 FIDE에 입찰서를 제출해야 한다. 입찰서에는 조직위원회, 재정, 편의 시설, 급여 제공 등에 관해 FIDE 핸드북의 올림피아드 규정 4.1, 4.2, 4.3 조항을 포함해 이외 규정에 따라 필요한 모든 조항을 주최 측이 만족하고 있음을 보장해야 한다. 체스 올림피아드 개최 후보지는 부다페스트 단 한 곳으로 2020년 12월 FIDE 총의를 통해 개최지로 결정되었다. 헝가리 정계와 체스 선수는 물론 올림픽 운동과 스포츠 행정계의 여러 저명인사도 부다페스트 대회에 대한 무조건적인 지지를 표명했다. 이에 따라 1926년 헝가리 부다페스트에서 열렸던 제2회 비공식 체스 올림피아드 이후 처음으로 헝가리에서 열리는 체스 올림피아드 경기다.
제45회 체스 올림피아드는 원래 2022년 민스크에서 열릴 예정이었으나, 벨로루시 주최 측이 조직 행정, 재정적 의무를 지키지 못하자 FIDE 측이 대회지를 옮기고 다시 후보 선정 과정을 열기로 결정했다. 2022년 대회를 위한 대체 개최지를 찾지 못하자 FIDE 측은 제44회 체스 올림피아드 개최를 2021년에서 2022년으로 뒤로 옮기기로 결정하고 2024년 체스 올림피아드를 제45회 체스 올림피아드로 열기로 결정했다.

## 대회 준비
체스 올림피아드의 잠정 총 예산은 대회 서비스 및 운영과 개최 비용 900만 유로를 포함해 총 1,660만 유로이다. 2021년 6월 FIDE 회장 아르카디 드보르비치는 헝가리 체스 연맹 회장 라슬로 서보와 헝가리 국립 스포츠국의 국장 어틸러 미호크와 함께 부다페스트에서 대회 개최 계약서에 서명했다. 대회 개최지 측은 5G 고속 무선 네트워크, 실시간 시각 방송, 홀로그램, 시각 장애인을 위해 새로 개발한 차세대 체스판과 같은 신기술을 도입해 혁신적인 올림피아드를 만들겠다는 계획을 세웠다. 또한 종이와 플라스틱을 되도록 사용하지 않고, 자전거와 전기자동차로 경기장과 호텔을 이동할 수 있도록 '친환경적인' 올림피아드가 될 것이라 발표했다. 본 대회는 헝가리 정부의 지원을 받는다. 또한 로베르트 커퍼시가 대회 총책임자로, 슬로바키아의 이반 시로비가 수석 심판에 임명되었다.

### 개최 경기장

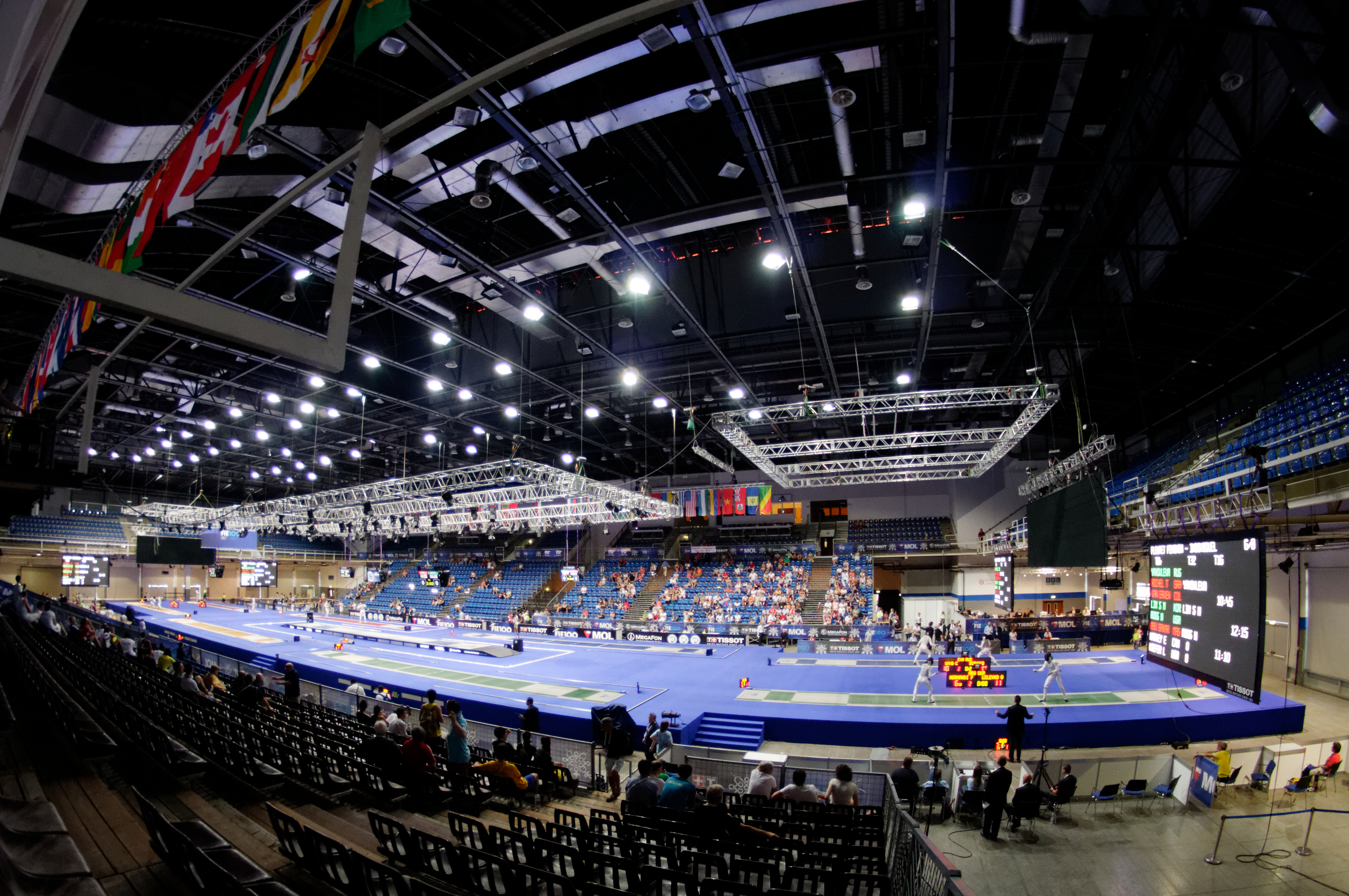
SYMA 스포츠 및 컨퍼런스 센터의 내부 전경 모습

본 대회가 열리는 장소는 SYMA 스포츠 및 컨퍼런스 센터로 경기장, 인증 센터, 엑스포 및 팬 존 구역 등의 다양한 기능을 갖춘 본 대회의 중심 개최지 역할을 한다. 이 경기장은 2000년 푸슈카시 아레나와 라슬로 퍼프 부다페스트 스포츠 아레나의 중간 지점에 있는 옛 부다페스트 슈포르트처르노크 부지에 건설되었으며 레크리에이션 전용으로만 활용되고 있다. 경기장은 총 1만명의 관중을 수용할 수 있으며 헝가리에서 가장 현대적인 경기장이다. 이전에는 2019년 헝가리 육상 실내 선수권 대회, 2019년 세계 펜싱 선수권 대회, 2022년 유럽 레슬링 선수권 대회 등 다양한 스포츠 경기가 열렸다.
방문객은 현지 시각(CEST) 기준 15시부터 20시까지 하루 5시간씩 교대로 경기장 스탠드를 이용할 수 있다. 관심 있는 관람객은 휴대품 보관소 근처의 카운터에서 현장에서 관중석 방문을 신청할 수 있다. 대회가 방해 없이 원할하게 진행될 수 있도록 1교대당 관람객 수는 최대 100명으로 제한되고 휴대전화 및 반입 금지 물품은 휴대품 보관소에 맡겨야 한다. VIP의 경우 무음 모드에서 휴대전화 사용이 허용되는 특별 지정된 VIP 구역에서 휴대전화를 휴대할 수 있다. 노트북이나 태블릿의 사용은 금지된다. 치팅 방지를 위해 실시간 경기 확인이나 진행 중인 경기에 관한 일체의 대화 및 어떠한 커뮤니케이션도 금지된다.

### 페어플레이 규정
2024년 7월에 올림피아드 페어 플레이 팀(FPT)이 발족했다. 페어 플레이 팀은 페어 플레이 임원(FPO), 페어 플레이 전문가(FPE), 페어 플레이 전문가 후보자를 포함한 총 16명의 위원으로 구성된다. 페어 플레이 팀 최고 책임자로 슬로베니아의 보야나 베야토비치가 임명되었다. 페어 플레이 팀은 선수, 주장, 기타 제3자 플레이어가 전부 준수해야 하는 지침을 발표했다. 각 라운드가 시작되기 전 모든 선수와 주장은 경기장에 입장하기 전에 전신 스캔을 받아야 하며 모든 휴대 금지 품목(전자기기 및 A4 크기보다 큰 가방)은 반드시 지정된 구역에 맡겨야 한다. 매 라운드마다 페어 플레이 팀 위원이 경기를 관찰해 의심스러운 행동을 하는지 식별하며, 휴대용 스캐너를 통해 무작위로 선수 검사를 시행할 수 있다. 또한 필요한 경우 최소 2명의 관계자 입회 하에 비공개로 정밀 검사를 실시할 수도 있다. 선수는 경기 중 경기장을 떠날 수 없다. 각 라운드 직후 페어 플레이 팀의 검색 구역에서 철저한 무작위적인 검색을 실시한다. 또한 모든 경기는 케네스 W. 리건의 치팅 감지 소프트웨어를 통해 진행 수순을 검사한다. 최고 페어 플레이 임원과 그 보좌관은 매일 보고서를 받으며 페어 플레이 팀의 재량에 따라 대응 조치를 취할 수 있다.

## 대회 진행
성화 봉송은 이전 체스 올림피아드를 개최했던 인도에서부터 시작되어 캐나다, 콜롬비아, 프랑스, 조지아, 가나, 카자흐스탄, 모로코, 뉴질랜드, 루마니아, 스위스, 아랍에미리트 등 11개국을 경유했다. 헝가리 도착해서는 폴가르 유디트가 성화를 들고 부다페스트 거리를 행진한 후 성화대에 불을 붙히고 경기장에 입장했다.

### 개막식
개막식은 9월 10일 오후 6시(CEST, UTC+02:00)에 헝가리 부다페스트의 예노 콜터이 박사 스포츠 센터에서 열렸다. 올림피아드 출전 선수와 언론 관계자만 개막식에 참석 가능했다.
행사 초반 주최 측은 참석자를 환영하며 2024년이 FIDE 창립 100주년이 되는 해라고 언급했다. 가보르 슈치미드트 헝가리 국방부 내 스포츠 사무국 스포츠 담당차관이 제일 먼저 청중에게 연설했다. 그는 행사를 준비한 국가 대회관리국과 헝가리 체스 연맹의 노고에 감사를 표하며, 체스 올림피아드를 통해 사람들이 체스판에 함께 앉아 체스를 그 어느 때보다 많이 배우고 공통언어로 사용할 수 있게 되었다고 말했다. 연설이 끝난 후 헝가리의 국가가 연주되었다. 다음 연설자로 나선 아르카디 드보르비치 FIDE 회장은 대회 주최 측과 관계자들, 그리고 "체스의 아름다움을 생생하게 보여주는 모든 선수"들에게 감사를 표했다. 드보르비치는 제45회 체스 올림피아드 개막을 공식적으로 선언했다. 마지막 연설자로 나선 헝가리 체스 연맹 회장인 졸탄 포얀스키는 FIDE와 헝가리 정부의 지원에 감사를 표했다. 또한 그는 체스가 예술인지 스포츠인지 과학인지에 대한 해묵은 질문에 대해 "종교"라고 답했다.
기념식의 하이라이트는 성화 채화였다. 성화가 전 세계로 봉송된 경로를 기록한 영상이 상영되었다. 영상 마지막에는 폴가르 유디트가 붉은 옷을 입고 성화를 들며 부다페스트 거리를 행진하는 모습이 등장했다. 영상은 폴가르가 개막식 행사장에 입장해 관객들에게 인사하고 올림픽 성화대에 불을 붙이는 장면으로 끝난다. 얼마 지나지 않아 유디트의 자매인 폴가르 슈션과 폴가르 쇼피어가 무대에 올라 상위 팀의 성화 색깔을 추첨했다. 둘은 이반 시로비 수석심판의 지시에 따라 두 개의 작은 루빅스 큐브가 들어 있는 거대한 루빅스 큐브 중 하나를 선택했다. 두 부문의 상위 팀은 첫 라운드에서 검은색 면으로 경기가 결정되었다.
개막식에는 프랑스의 피아니스트이자 작곡가인 야송 쿠샤와 헝가리의 가수 빈체 릴러의 공연이 펼쳐졌다. 둘은 공동으로 《로열 게임》(Royal Game)이라는 제목의 곡을 작곡했고 본 개막식에서 초연했다. 로제 마이와 라울이 올림피아드 공식 노래인 《트로이 전쟁》도 공연했다. 개막식은 모든 참가국에 대한 헌정 영상으로 마무리되었으며 쿠샤와 빈체의 노래를 배경으로 참가국의 이름과 국기가 차례로 등장했다.

### 참가팀
본 대회에서는 195개 국가 체스 연맹을 대표하는 총 197개팀이 참여하며 이는 체스 올림피아드 최대 참가팀 기록이다. 개최국인 헝가리는 총 3개 팀을 출전할 수 있다. 여자 부문 경기에서도 181개 연맹 183개팀이 참여하며 사상 최대 규모로 치러진다. 러시아와 벨로루시는 현재 진행 중인 러시아의 우크라이나 침공 때문에 FIDE 경기 참가 자격이 정지되었다. 네덜란드령 안틸레스는 2010년 행정 구역이 해체되어 네덜란드령 안틸레스 대표팀도 같이 해체되었지만 퀴라소 체스 연맹이 공식적으로 FIDE 디렉토리에 해산되었던 국가를 대표하는 팀으로 등록되어 참여가 가능해졌다.

#### 성평등 문제 해결
FIDE는 체스에서 여성에게 동등한 기회를 주기 위한 프로그램을 시작했다. 이와 관련해 FIDE 여성위원회는 더 많은 국가에서 체스 올림피아드에 여성팀을 파견할 수 있도록 "여성국가팀 이니셔티브"라는 특별 프로젝트를 시작했다. 이 프로젝트는 리히텐슈타인, 건지섬, 그레나다, 세인트빈센트 그레나딘, 세인트키츠 네비스, 미국령 버진아일랜드, 세인트루시아, 나우루, 케이맨 제도 등 9개국에서 여성 부문 첫 출전을 앞둔 여성팀을 준비할 수 있도록 지원했다. 데뷔하는 여성팀은 2024년 7월과 8월에 진행된 훈련 세션에서 재정 지원과 전문가 코칭은 물론 상당한 정신적, 물질적 지원을 받았다. 또한 FIDE 여성 체스 위원회는 과거 체스 올림피아드에 참여할 수 없었던 만 1세 미만의 자녀를 둔 여성 선수 중 대회 기간 아이를 돌볼 곳을 찾기 어려워 대회에 불참했던 선수를 지원하기 위해 "체스맘"이라는 파일럿 프로젝트를 시작했다. 위원회는 각국 대표단의 공식 멤버로 어린이 1명당 보육인 1명을 지정하기로 결정했다. 이 프로그램에 참여한 선수로는 알리나 카실린스카야, 나나 자그니제, 율리야 오스마크, 아스테르 멜라케 반티왈루, 라우하 시핀도, 놀와지 은콰냐네 등이 있다.

#### 난민팀 편성
이번 체스 올림피아드에서는 처음으로 양쪽 부문 모두에서 난민팀이 참여한다. 케냐 카쿠마의 학교와 공동체 센터에서 FIDE가 주최한 토너먼트를 통해 부다페스트 체스 올림피아드에 출전할 10명의 후보(오픈 부문 5명, 여성 부문 5명)을 선발하는 선출 과정이 진행되었다. 이 대회 참여자로는 지역 체스 클럽 동호회 회원, 초등학교 및 중학교 걸스 클럽 소속이다. 이 대회는 난민을 위한 FIDE의 "보호를 위한 체스" 이니셔티브의 일환으로 2021년 시작해 유엔난민기구(UNHCR), 루터교 세계 연맹, 체스 케냐, 카쿠마 체스 클럽 등이 공동으로 주최했다.

#### 참가팀 목록
| 제45회 체스 올림피아드 참가팀 목록 |
| --- |
| - 아프가니스탄ac - 알바니아 - 알제리 - 안도라 - 앙골라 - 앤티가 바부다a - 아르헨티나 - 아르메니아 - 아루바 - 오스트레일리아 - 오스트리아 - 아제르바이잔 - 바하마 - 바레인 - 방글라데시 - 바베이도스 - 벨기에 - 벨리즈a - 버뮤다 - 부탄 - 볼리비아 - 보스니아 헤르체고비나 - 보츠와나 - 브라질 - 영국령 버진아일랜드 - 브루나이 - 불가리아 - 부르키나파소a - 부룬디 - 캄보디아a - 카메룬 - 캐나다 - 카보베르데 - 케이맨 제도 - 중앙아프리카 공화국 - 차드 - 칠레 - 중국 - 중화 타이베이 - 콜롬비아 - 코모로a - 코스타리카 - 크로아티아 - 쿠바 - 키프로스 - 체코 - 콩고 민주 공화국 - 덴마크 - 지부티 - 도미니카 연방 - 도미니카 공화국 - 에콰도르 - 이집트 - 엘살바도르 - 잉글랜드 - 적도 기니 - 에리트레아 - 에스토니아 - 에스와티니 - 에티오피아 - 페로 제도a - 피지 - 핀란드 - 프랑스 - 가봉a - 감비아 - 조지아 - 독일 - 가나 - 그리스 - 그레나다 - 괌 - 과테말라 - 건지섬 - 가이아나 - 아이티 - 온두라스 - 홍콩 - 헝가리 (개최국) - 헝가리 B - 헝가리 C - 아이슬란드 - 인도 - 인도네시아 - 이란 - 이라크 - 아일랜드 - 맨섬a - 이스라엘 - 이탈리아 - 코트디부아르 - 자메이카 - 일본 - 저지섬 - 요르단 - 카자흐스탄 - 케냐 - 코소보 - 쿠웨이트 - 키르기스스탄 - 라오스 - 라트비아 - 레바논 - 레소토 - 라이베리아 - 리비아 - 리히텐슈타인 - 리투아니아 - 룩셈부르크 - 마카오a - 마다가스카르 - 말라위 - 말레이시아 - 몰디브 - 말리 - 몰타 - 모리타니 - 모리셔스 - 멕시코 - 몰도바 - 모나코 - 몽골 - 몬테네그로 - 모로코 - 모잠비크 - 미얀마a - 나미비아 - 네팔 - 네덜란드 - 퀴라소 (네덜란드령 안틸레스) - 뉴질랜드 - 니카라과 - 니제르 - 나이지리아 - 북마케도니아 - 노르웨이 - 오만 - 파키스탄 - 팔라우 - 팔레스타인 - 파나마 - 파푸아뉴기니a - 파라과이 - 페루 - 필리핀 - 폴란드 - 포르투갈 - 푸에르토리코 - 카타르a - FIDE 난민팀 - 루마니아 - 세인트키츠 네비스b - 세인트루시아 - 세인트빈센트 그레나딘 - 산마리노 - 상투메 프린시페 - 사우디아라비아a - 스코틀랜드 - 세네갈 - 세르비아 - 세이셸 - 시에라리온 - 싱가포르 - 슬로바키아 - 슬로베니아 - 소말리아 - 남아프리카 공화국 - 대한민국 - 남수단 - 스페인 - 스리랑카 - 수단 - 수리남 - 스웨덴 - 스위스 - 시리아 - 타지키스탄 - 탄자니아 - 태국 - 토고 - 트리니다드 토바고 - 튀니지 - 튀르키예 - 투르크메니스탄 - 우간다 - 우크라이나 - 아랍에미리트 - 미국 - 미국령 버진아일랜드 - 우루과이 - 우즈베키스탄 - 바누아투 - 베네수엘라 - 베트남 - 웨일스 - 예멘a - 잠비아 - 짐바브웨 |

참조
^a 이텔릭체로 그려진 국가는 오픈 부문에만 참여한 국가이다.
^b 굵은 글씨로 그려진 국가는 여성 부문에만 참여한 국가이다.
^c  FIDE는 공식적으로 아프가니스탄 이슬람 공화국의 국기만을 인정했다.

### 대결 방식과 일정
본 대회는 스위스식 토너먼트 방식으로 열린다. 모든 게임의 시간 제한은 첫 40수까지 90분이며 40수째에 30분이 추가로 주어지며 첫 수부터 한 수를 둘때마다 30초가 늘어난다. 양 선수는 언제든지 합의 무승부를 제안할 수 있다. 총 11라운드가 진행되며 모든 팀이 매 라운드마다 짝을 이뤄 경기한다.
각 라운드에서 각 팀의 선수 4명이 다른 팀의 선수 4명과 대결하며, 각 팀에는 라운드 사이에 교체할 수 있는 예비 선수 1명을 둘 수 있다. 4개 게임은 번갈아 가며 색이 바뀌어 있는 4개 보드에서 동시에 진행되며 승리하면 게임 포인트 1점, 무승부할 경우 게임 포인트 ½를 얻는다. 각 게임의 점수를 합산해 그 라운드에서 승리한 팀을 결정한다. 한 라운드에 승리하면 게임 포인트의 차이에 관계 없이 2점의 매치 포인트를 획득하며, 무승부일 경우 1점의 매치 포인트를 얻는다. 각 팀은 매치 포인트를 기준으로 전체 순위가 정해진다. 전체 순위가 동점인 경우 타이브레이커는 첫째로 소네본-베르거 점수 체계를 적용하고 그 다음으로 득점한 총 게임 포인트, 셋째로 가장 낮은 점수를 제외한 상대방의 매치 포인트 합계로 결정된다.
경기는 2024년 9월 10일부터 23일까지 진행된다. 토너먼트 경기는 9월 11일에 시작해 22일 최종 라운드를 끝으로 종료된다. 모든 라운드는 15시 정각(CEST 기준, 한국 시각 기준 오후 10시)에 시작하나 예외로 마지막 라운드는 오전 11시(한국 시각 기준 오후 6시) 시작한다. 6라운드가 끝난 9월 17일에는 하루 휴식일을 가진다.
아래 날짜는 전부 CEST (UTC+2:00) 기준으로 표기한다.
| OC | 개회식 | A | 심판 회의 | C | 주장 회의 | 1 | 라운드 | RD | 휴식일 | CC | 폐회식 |

| 9월           | 9월           | 10일 화 | 11일 수 | 12일 목 | 13일 금 | 14일 토 | 15일 일 | 16일 월 | 17일 화 | 18일 수 | 19일 목 | 20일 금 | 21일 토 | 22일 일 |
| ------------- | ------------- | ------- | ------- | ------- | ------- | ------- | ------- | ------- | ------- | ------- | ------- | ------- | ------- | ------- |
| 행사          | 행사          | OC      |         |         |         |         |         |         |         |         |         |         |         | CC      |
| 회의          | 회의          | C       |         |         |         |         |         |         |         |         |         |         |         |         |
| 회의          | 회의          | A       |         |         |         |         |         |         |         |         |         |         |         |         |
| 토너먼트 경기 | 토너먼트 경기 |         | 1       | 2       | 3       | 4       | 5       | 6       | RD      | 7       | 8       | 9       | 10      | 11      |

### 오픈 부문

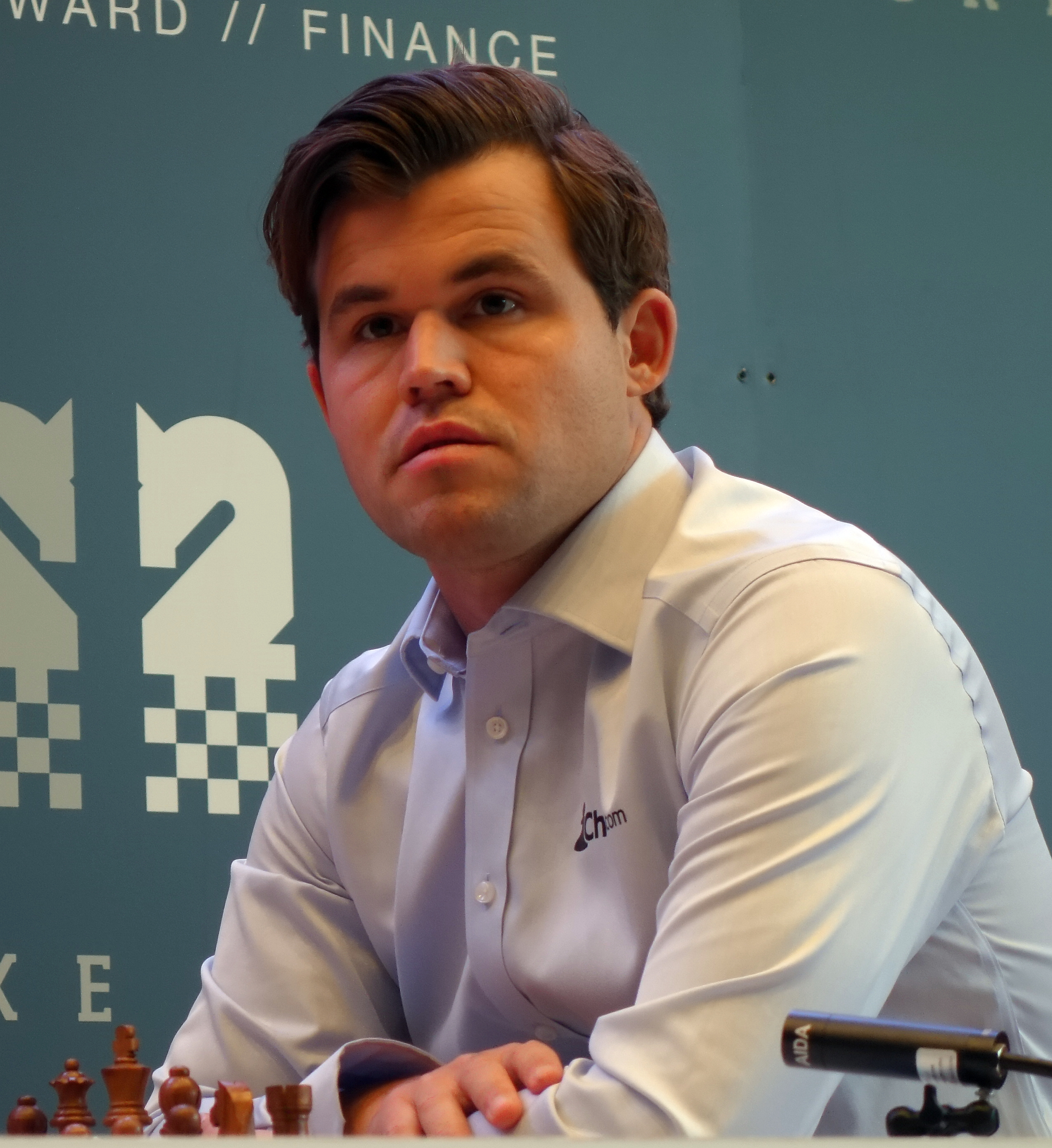
전 체스 세계 챔피언이자 현재 세계 랭킹 1위인 노르웨이의 망누스 칼센이 오픈 부문의 최고 랭킹 선수이다.

오픈 부문에서는 총 197개 팀에서 975명 선수가 참여했다. 2024년 9월 발표된 FIDE 랭킹 목록에서 상위 10명의 선수 중 7명이 이번 올림피아드 오픈 부문에 참여한다. 세계 2위인 히카루 나카무라는 2회 연속 올림피아드에 불참하기로 결정했고, 알리레자 피로우자는 프랑스 대표로 출전하지 않는다. 출전국 중 미국, 인도, 중국 3개 국가가 평균 레이팅 2700 이상을 기록하며 우승 후보로 꼽힌다. 미국 팀은 파비아노 카루아나, 웨슬리 소, 레이니에르 도밍게스, 레본 아로니안 및 예비 선수 레이 롭슨으로 구성되었으며 평균 레이팅 2757로 출전국 중 가장 높다. 하지만 미국 랭킹 1위이자 세계 랭킹 2위인 히카루 나카무라와 한스 니먼이 대표팀에 빠져 이론적으로는 전력이 약하다. 이전 체스 올림피아드에서 B팀으로 동메달을 획득한 인도는 참여자 중 3명이 동메달을 획득했던 팀으며 평균 레이팅 2753으로 두 번째로 높다. 팀 구성원은 2024년 세계 체스 선수권 대회의 도전자인 구케시 디를 필두로 알 프라그나난다, 아르준 에리가시, 비디트 구지라티, 펜탈라 하리크리시나로 이루어져 있다. 전 세계 챔피언인 비스와나탄 아난드는 후배를 위해 물러나기로 결정했으며 인도의 최고 레이팅 선수 중 유일하게 경기에 출전하지 않았다. 중국은 평균 레이팅이 2727로 세 번째로 높으며 웨이이를 필두로 현 세계 체스 챔피언인 딩리런, 위양이, 보샹즈, 왕웨가 출전한다.
디펜딩 챔피언 우즈베키스탄은 4번째 시드를 부여받았다. 전 세계 챔피언인 블라디미르 크람니크가 주장을 맡고 노디르베크 아브두사토로프, 자보키르 신다로프, 노디르베크 야쿠보에프, 샴시딘 보키도프, 자콘기르 바키도프 등 2022년 금메달을 따냈던 라인업 그대로 출전했다. 전 5회 연속 세계 챔피언이자 현재 체스 세계 랭킹 1위인 망누스 칼센은 6번 시드를 받은 노르웨이 대표팀에서 활동하고 있다. 헝가리는 대회 이전 평균 랭킹이 9번째로 높은 팀으로 올림피아드 개최 3개월 전 고국을 위해 돌아온 러포르트 리차르드와 레코 페테르가 합세해 더욱 강해졌다. 그 외 다른 강력한 경쟁국으로는 폴란드, 네덜란드, 잉글랜드(니키타 비튜고프의 합세로 더욱 강해짐)가 있다.
대한민국에서는 인터네셔널 마스터(IM)인 이준혁을 필두로 IM 안홍진, 윤훈기, 이경석, 허이삭 선수가 참여하며 평균 레이팅은 2179이다.
경기 결과 인도가 금메달, 미국이 은메달, 우즈베키스탄이 동메달을 획득했다. 인도는 처음으로 올림피아드에서 금메달을 획득했다.

#### 경기 결과

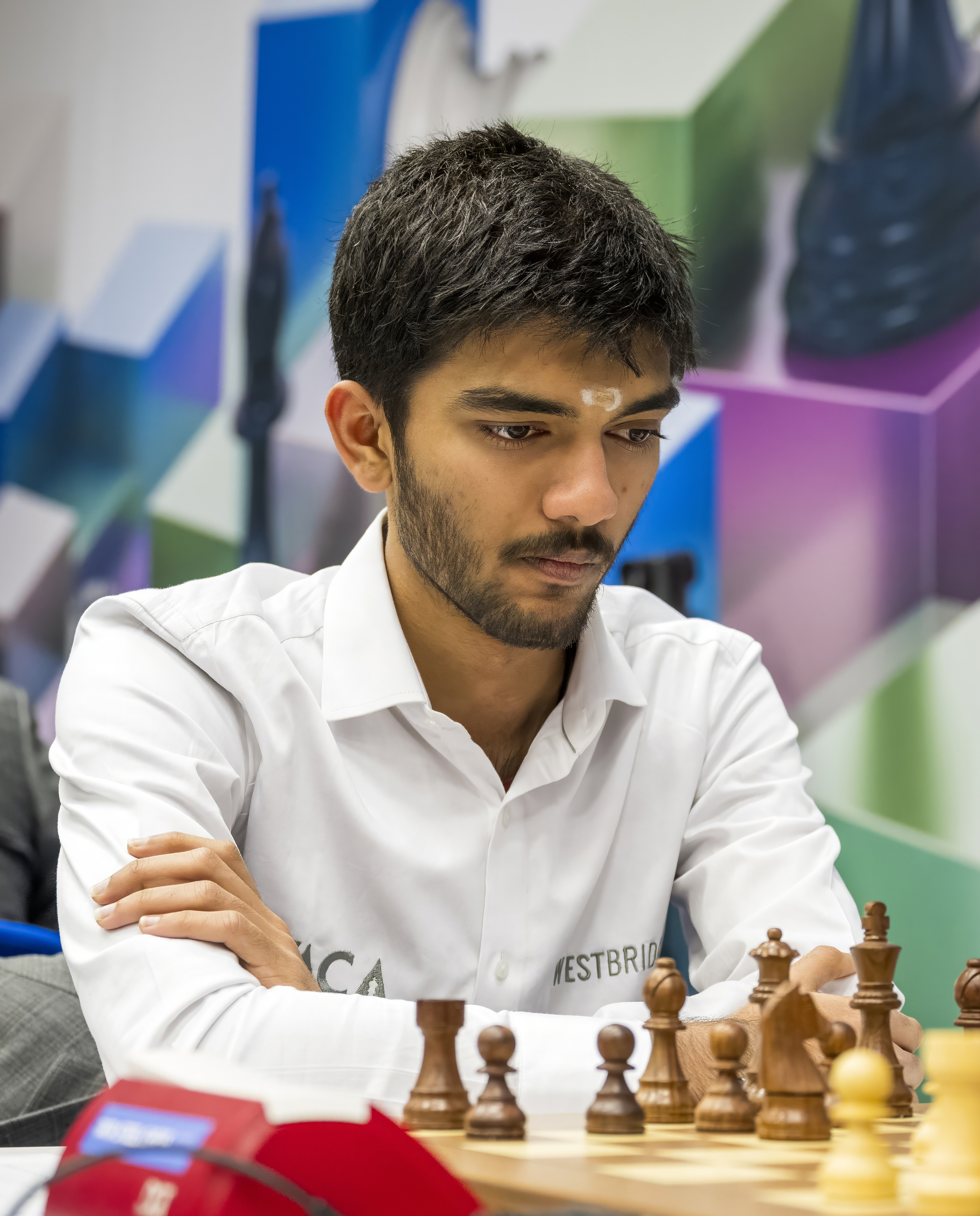
인도의 구케시 디가 오픈 부문 최고 선수로 지명되었다.

인도는 총 21점의 승점을 획득하며 오픈 부문에서 금메달을 획득했다. 10승 1무를 기록하며 대회에서 유일하게 무패를 기록했으며 타 팀에 비해 최소 승점 4점을 더 얻었다. 이는 체스 올림피아드에서 기록한 첫 인도의 종합 우승이다. 금메달을 향한 길에서 인도는 미국, 헝가리, 중국을 물리쳤고 9라운드에서만 우즈베키스탄과 무승부를 기록했다. 5개 팀이 승점 17점(8승 1무 2패)를 기록했으나 대회 1번 시드를 받은 미국과 디펜딩 챔피언 우즈베키스탄이 타이브레이커에서 더 좋은 성적을 거두며 각각 은메달과 동메달을 얻었다. 세계 챔피언 딩리런은 이번 대회에서 한 차례도 이기지 못하는 부진한 경기력에도 중국 팀은 최종 라운드까지 금메달 경쟁을 펼쳤으나 마지막 라운드에서 미국 팀에 패하며 4위로 대회를 마쳤다. 세르비아는 5위로, 아르메니아는 승점 17점으로 6위에 올라섰다. 슬로베니아는 승점 16점(8승 3패)로 강력한 성적을 거두며 우승 후보가 아니였음에도 9위를 차지했다. 대한민국 팀은 승점 10점으로 102위를 기록했다.
2024년 세계 체스 선수권 대회에 도전자로 선발된 인도의 구케시 도마라주(구케시 디)는 오픈 부문에서 10점 만점 중 9점(8승 2무)을 획득하며 퍼포먼스 레이팅 3056이라는 이번 대회에서 가장 높은 성적을 기록했다. 개인전 금메달은 10점 만점에 7.5점, 퍼포먼스 레이팅 2783을 기록한 체코 소속 타이 자이 반 응우얜이 차지했으며 인도의 아르준 에리가시는 11점 만점에 10점, 퍼포먼스 레이팅 2968으로 이번 대회에서 가장 높은 개인 성적을 이뤄냈고 우즈베키스탄의 샴시딘 보키도프는 10점 만점에 8점, 퍼포먼스 레이팅 2779를 기록했고 예비 선수로 출전한 독일의 프레데리크 스파네가 10점 만점에 9점, 퍼포먼스 레이팅 2791로 2위를 차지했다.
| #  | 국가         | 선수 | 평균 레이팅 | 승점 | dSB†      |
| -- | ------------ | --- | ----------- | ---- | --------- |
| 1  | 인도         | 구케시 디, 알 프라그나난다, 아르준 에리가시, 비디트 구지라티, 펜탈라 하리크리시나                       | 2753        | 21   | 출연 없음 |
| 2  | 미국         | 파비아노 카루아나, 웨슬리 소, 레이니에르 도밍게스, 레본 아로니안, 레이 롭슨                             | 2757        | 17   | 395.0     |
| 3  | 우즈베키스탄 | 노디르베크 아브두사토로프, 자보키르 신다로프, 노디르베크 야쿠보에프, 샴시딘 보키도프, 자콘기르 바키도프 | 2690        | 17   | 387.0     |
| 4  | 중국         | 딩리런, 웨이이, 위양이, 보샹즈, 왕웨                                                                    | 2724        | 17   | 379.5     |
| 5  | 세르비아     | 알렉산드르 프렛케, 알렉세이 사라나, 알렉산다르 인지치, 로베르트 마르쿠시, 벨리미르 이비치               | 2649        | 17   | 360.5     |
| 6  | 아르메니아   | 하이크 M. 마르티로샨, 샨트 사르그산, 가브리엘 사르기산, 로버트 홉하니샨, 케런 H. 그리고랸               | 2645        | 17   | 335.0     |
| 7  | 독일         | 빈첸트 카이머, 트미트리이 콜라르스, 마티아스 블뤼바움, 알렉산드르 돈첸코, 프레데리크 스파네             | 2667        | 16   | 354.5     |
| 8  | 아제르바이잔 | 아이든 쉴레이만르, 니자트 아바소프, 라우프 멤메도프, 섀흐리야르 맴매디아로프, 마함마트 무라들리         | 2657        | 16   | 351.0     |
| 9  | 슬로베니아   | 블라디미르 페도세예프, 안톤 뎀첸코, 얀 슈벨, 마테이 셰베니크, 마티츠 라우렌치치                         | 2576        | 16   | 341.5     |
| 10 | 스페인       | 알렉세이 시로프, 다비드 안톤 기하로, 프란시스코 바예호 폰스, 알란 피초트, 하이메 산토스 라타사          | 2654        | 16   | 339.0     |

참조
- 평균 레이팅은 chess-results.com의 2022년 7월 FIDE 레이팅을 기준으로 계산했다.
- ^† 소네본-베르거 점수 체계는 승점이 같을 때 팀의 순위를 매기는 데 사용하는 타이브레이커 기준이다.

모든 보드 메달은 토너먼트에서 최소 8경기를 한 선수의 퍼포먼스 레이팅에 따라 수여되었다. 1번 보드의 구케시 디는 퍼포먼스 레이팅 3056으로 경기에 참여한 선수 중 레이팅 1등을 차지했다. 1번 보드에서는 같은 3명의 선수가 지난 올림피아드에 이어 연속으로 같은 메달을 받았다.
| 종목      | 금                           | 은                                     | 동                       |
| --------- | ---------------------------- | -------------------------------------- | ------------------------ |
| 1번 보드  | 구케시 디 인도               | 노디르베크 아브두사토로프 우즈베키스탄 | 망누스 칼센 노르웨이     |
| 2번 보드  | 타이 자이 반 응우얜 체코     | 토니 라조프 북마케도니아               | 에디즈 구렐 튀르키예     |
| 3번 보드  | 아르준 에리가시 인도         | 위양이 중국                            | 레 뚜언 민 베트남        |
| 4번 보드  | 샴시딘 보키도프 우즈베키스탄 | 레본 아로니안 미국                     | 알란 피초트 스페인       |
| 예비 선수 | 프레데리크 스파네 독일       | 글레두러 베냐민 헝가리                 | 벨리미르 이비치 세르비아 |

### 여성 부문

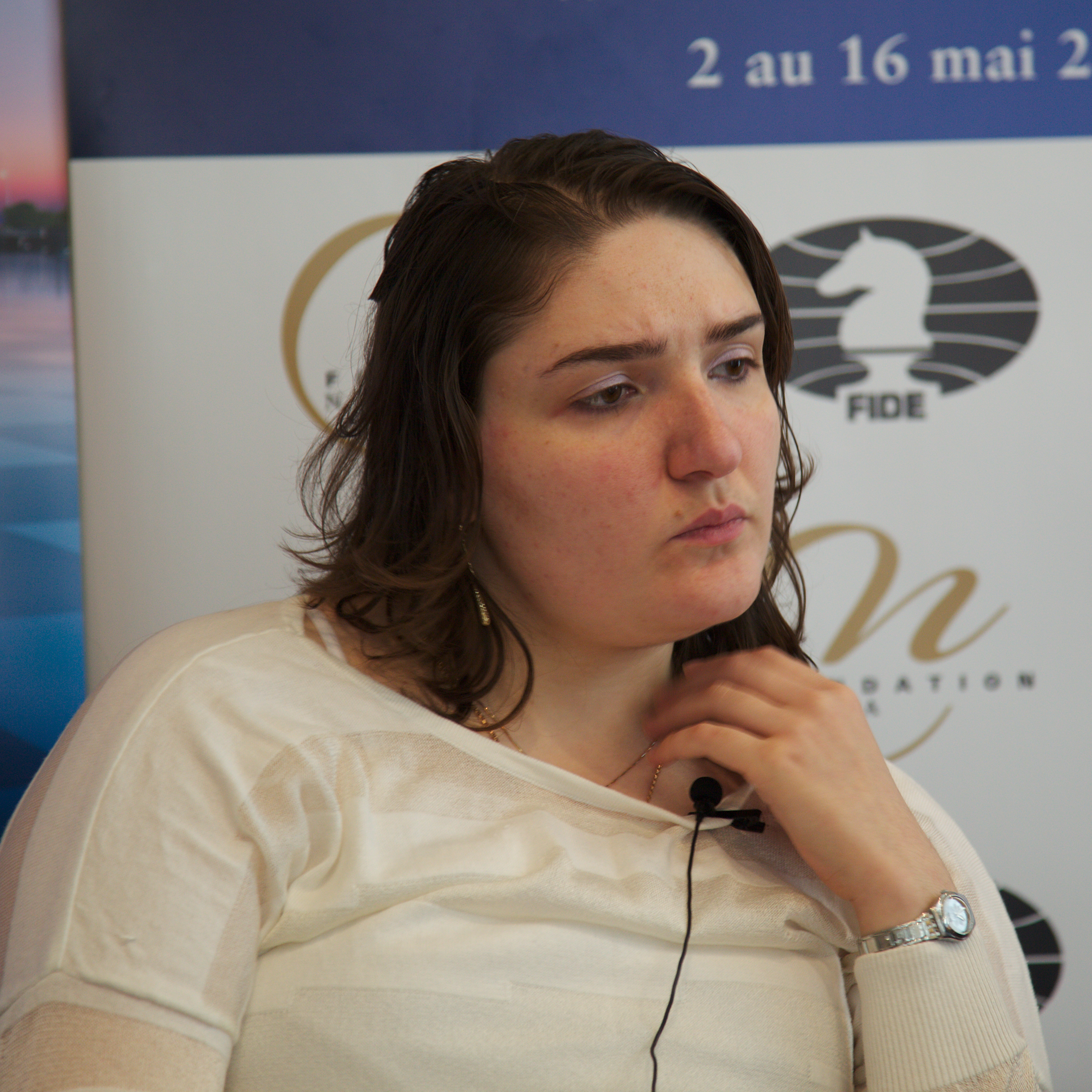
조지아의 나나 자그니제는 여성 부문에서 가장 높은 레이팅을 가진 선수이다.

여성 부문에서는 총 183개 팀에서 909명의 선수가 출전했다. 2024년 9월 발표된 FIDE 레이팅 랭킹에 따르면 상위 10명의 선수 중 나나 자그니제만 이번 올림피아드에 출전한다. 인도는 대회 전 평균 레이팅이 2467로 가장 높지만 2022년 활동했던 코네루 훔피의 부재로 팀 전력이 약화되었다. 인도 팀은 하리카 드로나발리를 필두로 바이살리 라메시바부, 디비냐 데시무크, 반티카 아그라왈, 타니아 샤치데프가 나왔다. 전 올림피아드에서 은메달을 획득했던 조지아는 평균 레이팅 2462로 두 번째 시드를 차지했다. 출전 팀원으로는 나나 자그니제, 렐라 자바히슈빌리, 니노 바치아슈빌리, 벨라 호테나슈빌리, 살로메 멜리아가 있다. 폴란드는 평균 레이팅 2422로 세 번째 시드를 차지했다. 폴란드팀의 구성원으로는 트빌리시에서 열린 2024~2025년 FIDE 여성 그랑프리 1차 대회 우승자인 알리나 카실린스카야를 필두로 모니카 소치코, 연맹을 옮긴 알렉산드라 말체프스카, 이전 올림피아드에서 개인 최고 성적을 기록한 올리비아 키오우바사, 알리차 실리비츠카가 출전했다.
디펜딩 챔피언인 우크라이나는 세계 랭킹 10위권에 드는 안아 무지추크와 마리야 무지추크의 부재로 인해 전력이 크게 약화되었다. 둘의 부재로 인해 우크라이나팀은 율리야 오스마크를 필두로 전 세계 여성 챔피언 안나 우셰니나, 나탈리야 북사, 인나 가포넨코, 예우헤니야 돌루하노바가 출전했다. 중국팀의 경우 허우이판, 쥐원쥔, 탄중이, 레이팅제 등 톱 선수 4명이 전부 빠졌지만 젊은 대표팀은 여전히 경쟁력을 갖추고 있으며 평균 레이팅 2416으로 네 번째로 높다.
대한민국의 경우 WFM 박선우 선수를 필두로 아나스타시아 한, WCM 강소현, WCM 조연희, 김사랑이 출전했으며 평균 레이팅은 1778이다.

#### 경기 결과

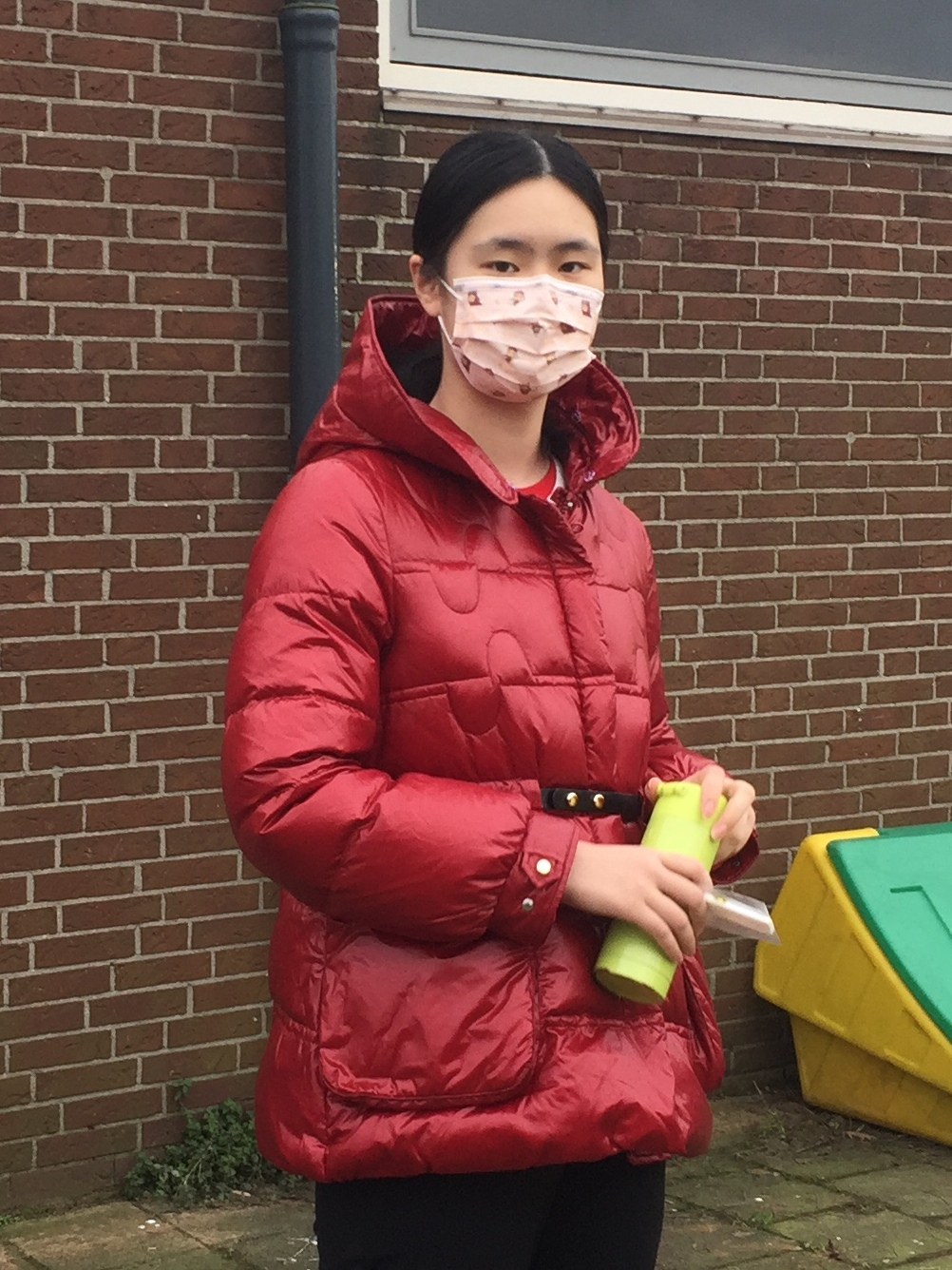
중국의 주진얼이 여성 부문에서 개인전 금메달을 획득했다.

인도는 여성 부문에서 9승 1무 1패를 기록하며 총 승점 19점을 얻어 금메달을 획득했다. 인도는 이번 대회에서 처음으로 올림피아드 종합 우승을 이뤄냈다. 평균 레이팅에 따라 대회 이전 탑 시드를 받은 인도팀은 7라운드에서 조지아를, 10라운드에서 중국을 꺾으며 금메달로 향하는 길을 갔으나 8라운드에서 3번 시드를 받은 폴란드에게 패배했고 9라운드에서는 미국과 무승부가 일어났다. 카자흐스탄은 승점 18점(8승 2무 1패)로 은메달을 획득했고, 미국이 승점 17점(8승 1무 2패)으로 동메달을 차지했다. 미국 대표팀은 스페인, 아르메니아, 조지아에 앞서 3위를 차지한 4개팀 중 타이브레이커 최고점을 기록했다. 중국은 최고의 선수 기록 없이 7위를 차지했고 디펜딩 챔피언 우크라이나는 8위를 기록했다. 대한민국 팀은 승점 10점으로 99위를 기록했다.
이스라엘의 예비 선수로 출전한 다나 코차비가 퍼포먼스 레이팅 2676으로 최고를 기록했고, 8점 만점 중 8점으로 개인 점수도 최고 기록을 달성했다. 개인전 금메달은 중국의 주진얼로 9점 만점에 7점, 퍼포먼스 레이팅 2597점을 기록했으며 미국의 캐리서 이프가 11점 만점에 10점, 퍼포먼스 레이팅 2634으로 개인 최고 성적을 거두었으며 인도의 디비냐 데시무크는 11점 만점에 9½점, 퍼포먼스 레이팅 2608을 달성했고 반티카 아그라왈은 9점 만점에 7½점, 퍼포먼스 레이팅 2558을 달성했다.
| #  | 국가       | 선수                                                                                                  | 평균 레이팅 | 승점 | dSB†      |
| -- | ---------- | --- | ----------- | ---- | --------- |
| 1  | 인도       | 하리카 드로나발리, 바이살리 라메시바부, 디비냐 데시무크, 반티카 아그라왈, 타니아 샤치데프             | 2467        | 19   | 출연 없음 |
| 2  | 카자흐스탄 | 비비시라 아사우바예바, 메루에르트 카말리데노바, 세니야 발라바예바, 알루아 누르만, 아미나 카이르베코바 | 2373        | 18   | 출연 없음 |
| 3  | 미국       | 굴루크베김 토키르조노바, 캐리서 이프, 이리나 크루시, 앨리스 리, 안나 자톤스키흐                       | 2387        | 17   | 418.0     |
| 4  | 스페인     | 사라사닷 카데말샤리에흐와, 마르타 가르시아 마르틴, 사브리나 베가, 아나 마트나제, 모니카 칼세타 루이스 | 2375        | 17   | 402.0     |
| 5  | 아르메니아 | 릴트 므르크샨, 마리암 므르크샨, 엘리나 다니엘리안, 안나 M. 사르그샨, 수산나 가보얀                    | 2363        | 17   | 391.0     |
| 6  | 조지아     | 나나 자그니제, 렐라 자바히슈빌리, 니노 바치아슈빌리, 벨라 호테나슈빌리, 살로메 멜리아                 | 2462        | 17   | 388.0     |
| 7  | 중국       | 주진얼, 쑹위신, 궈치, 니스췬, 루먀오이                                                                | 2416        | 16   | 434.0     |
| 8  | 우크라이나 | 율리야 오스마크, 안나 우셰니나, 나탈리야 북사, 인나 가포넨코, 예우헤니야 돌루하노바                   | 2400        | 16   | 355.5     |
| 9  | 폴란드     | 알리나 카실린스카야, 모니카 소치코, 알렉산드라 말체프스카, 올리비아 키오우바사, 알리차 실리비츠카     | 2422        | 16   | 352.0     |
| 10 | 불가리아   | 안토아네타 스테파노바, 누르귤 살리모바, 빅토리아 라데바, 벨로슬라바 크러스테바, 게르가나 페이체바     | 2355        | 16   | 348.5     |

참조
- 평균 레이팅은 chess-results.com의 2022년 7월 FIDE 레이팅을 기준으로 계산했다.
- ^‡  소네본-베르거 점수 체계는 승점이 같을 때 팀의 순위를 매기는 데 사용하는 타이브레이커 기준이다.

모든 보드 메달은 토너먼트에서 최소 8경기를 플레이한 선수의 퍼포먼스 레이팅에 따라 부여되었다. 예비 선수로 출전한 다나 코차비가 퍼포먼스 레이팅 2676으로 이번 대회 여성 부문에 참여한 선수 중 가장 높은 퍼포먼스 레이팅을 기록했다.
| 종목      | 금                   | 은                               | 동                           |
| --------- | -------------------- | -------------------------------- | ---------------------------- |
| 1번 보드  | 주진얼 중국          | 사라사닷 카데말샤리에흐와 스페인 | 나나 자그니제 조지아         |
| 2번 보드  | 캐리서 이프 미국     | 엘리자베트 페츠 독일             | 쑹위신 중국                  |
| 3번 보드  | 디비냐 데시무크 인도 | 사브리나 베가 스페인             | 엘리나 다니엘리안 아르메니아 |
| 4번 보드  | 반티카 아그라왈 인도 | 앨리스 리 미국                   | 안나 M. 사르그샨 아르메니아  |
| 예비 선수 | 다나 코차비 이스라엘 | 노디라 나디랴노바 우즈베키스탄   | 루먀오이 중국                |

### 가프린다슈빌리 트로피
노나 가프린다슈빌리 트로피란 1997년 FIDE가 전 여성 세계 체스 챔피언인 노나 가프린다슈빌리의 이름을 따서 만들어진 트로피로 오픈과 여성 부문에서 가장 좋은 성적을 거둔 팀에게 수여한다(양 부문 순위 합산). 결과 인도가 1위, 미국이 2위, 아르메니아 3위를 차지했다.
| # | 팀         | 순위 합계 |
| - | ---------- | --------- |
| 1 | 인도       | 2         |
| 2 | 미국       | 5         |
| 3 | 아르메니아 | 11        |

## FIDE 회의
올림피아드 기간인 9월 17일부터 22일까지 제95회 FIDE 회의가 열리며, 총회는 9월 21일과 22일에 열린다. 이번 회의에서 FIDE 위원회는 키르기스스탄 체스 연맹이 러시아 체스 연맹과 벨라루스 체스 연맹에 대한 정회원 자격을 즉시 회복해 달라는 제안을 거부했고 벨라루스 체스 연맹의 제안도 부결되었다. 이번 결정은 여러 국가의 체스 연맹과 체스 선수가 이 제안에 반대하는 목소리를 높이고 FIDE의 국가 연맹이 IOC와 IOC 공인 국제 스포츠 연맹 협회(AIRISF), 서방 정부 기관의 경고를 받으면서 일어났다. 그럼에도 FIDE는 러시아 장애인 팀이나 유소년 팀을 금지 대상에서 제외할 수 있도록 IOC와 협의해야 한다고 제안했다. 9월 22일 총회에서는 러시아와 벨라루스 선수에 대한 금지 조치를 지지했으나 장애인 및 유소년 선수에 대한 제한 완화에 대해서도 지지했다.
FIDE 총회 기간 총 3개 위원회의 위원장 선거가 열렸다. FIDE 헌법위원회에서는 다른 반대 없이 이탈리아의 로베르토 리벨로가 위원장으로 선출되었다. FIDE 검증위원회 위원장에는 미국의 앨런 프리스트가 단독 후보로 선출되었다. FIDE 윤리 및 징계위원회 위원장 선거에는 스웨덴의 요한 시게만, 키르기스스탄의 바부르 톨바에프, 루마니아의 다니엘 플로레아, 가이아나의 욜란다르 페르소드 등 4명이 출마했다. FIDE의 전자 투표 시스템으로 176명의 후보가 220표를 얻고 자격을 갖춘 대의원이 종이 투표를 진행했다. 1차 선거에서 페르소드 77표를 받았고 플로레아 59표, 톨바에프 27표로 탈락했다. 2차 선거에서 페르소드가 86표, 플로레아가 75표로 페르소드가 FIDE 윤리 및 징계위원회 위원장으로 선출되었다. 또한 8명의 후보 중 튀니지의 칼리드 아르파, 미국의 데이비드 헤이터, 카자흐스탄의 올가 바스카코바, 인도의 라빈드라 동그레, 볼리비아의 알란 보르다, 튀르키예의 알리 니하트 야즈즈가 윤리 및 징계위원회 위원으로 선출되었다.
총회에서 이루어진 기타 주목할 만한 결정으로는 카자흐스탄 체스 연맹 회장 티무르 투르로프가 국제 학교 체스 연맹(ISCF)을 가맹 단체로 인정하자는 제안이 통과되었고, 아제르바이잔의 튀르키예권 국가 체스 협회 설립 단체를 가맹단체로 선언하고 그린란드 체스 연맹을 FIDE 가맹 단체 신청을 승인한 일 등이 있다.

## 마케팅

### 공식 노래와 팬 음악
헝가리의 음악 포털 제네쇠베그(Zeneszöveg)에서는 헝가리 음악 협회격인 어르티시우시와 협력해 9개국의 작곡가, 작사가, 프로듀셔가 헝가리인 동료와 함께 체스 올림피아드에서 영감을 받은 곡을 제작하는 3일간의 캠프를 개최했다. 헝가리 체스 연맹과 국립 행사관리국은 모든 곡 중 로제 마이와 라울이 작곡한 《트로이 전쟁》을 제45회 체스 올림피아드의 공식 노래로 선정했다. 이 노래는 팝 음악과 드럼 앤 베이스를 결합한 곡으로 역동적인 느낌이 체스 게임의 흥분을 불러일으킨다는 평을 받았다. 체스를 모티브로 사랑과 전략에 대해 이야기하는 노래의 뮤직비디오도 제작되었다. 로제 라울은 2011년 터마시 호르바트와 협력해 여러 곡과 비디오 클립을 제작하며 헝가리 음악계에서 두각을 보였고, 로제 마이는 2023년 가을 싱어송라이터로 데뷔하며 같은 해 첫 앨범을 발매했다. 또한 팬 음악인 《체크메이트 드림》은 IT 전문가이자 음악과 체스 애호가인 얀 마티스가 작곡한 곡으로 그는 Suno AI 프로그램을 이용해 가사가 있는 랩 곡을 작곡했다. 마티스는 부다페스트에서 열린 체스 올림피아드 주최 측에 연락해 노래의 뮤직비디오에 공식 로고를 사용할 수 있다는 허락을 받았다.

### 홍보 활동
올림피아드 참가자 전원에게 인증 배지와 다채로운 색상의 루빅스 큐브가 기념품으로 증정된다. FIDE 100주년을 기념하기 위해 9월 10일부터 23일까지 FIDE100 전시회도 열린다. 전시물을 통해 체스계를 발견하고 체스 역사를 탐구하며 국제 체스 연맹의 100년사를 배울 수 있다. 9월 17일부터 23일까지 부다페스트 비거도 광장에서 체스 게임을 기념하는 사진 예술 설치물인 캡처("CAPTURE")가 전시될 예정이다. 이 설치물에는 전 세계 각지에서 체스를 두는 사람들의 사진이 전시될 예정이다.
가수 주가는 여성의 권익 신장과 여학생을 격려하는 가사가 담긴 《퀸 트랩》이란 제목의 곡을 발표했고 FIDE 여성 체스위원회와 공동으로 음악과 관련된 단편영화를 제작할 예정이다. 영화 촬영은 올림피아드 휴식일인 9월 17일 부다페스트 미술관에서 진행되며 폴가르 유디트, 알렉산드라 코스테뉴크, 엘리자베트 페츠, 비비사라 아사우바예바, 타니아 사치데프 등 160개국에서 온 여성 체스 선수들이 한자리에 모인다. 선수들은 낮은 테이블 위에 놓인 체스판에서 바닥에 쿠션을 깔고 앉아 자신과 비슷한 랭킹의 선수와 친선 블리츠를 하면서 촬영을 진행한다. 모든 참가자는 흰색 또는 검은색 정장 차림으로 진행한다. 9월 17일에는 헝가리 국립미술관에서, 9월 18일에는 인터컨티넨탈 호텔 부다페스트에서 제10회 폴가르 유디트 글로벌 체스 페스티벌이 열린다. 페스티벌 참가자는 게임, 워크숍, 시연, 체스 토너먼트에 참여할 수 있고 유명 체스 선수 및 체스 콘텐츠 제작자와도 만날 수 있다. 폴가르 유디트 체스 재단은 체스 세계와 그 주민을 탐험하는 것을 목표로 짜여진 폴가르 유디트의 "체스 팰리스" 프로젝트에 어린이와 성인을 초대하여 참가자들에게 폴가르 자매의 사인을 받을 수 있는 기회도 제공할 예정이다.
올림피아드 기간 제4회 EDU 체스 서밋도 개최되어 초청 연사는 필수 생활 기술을 개발하는 교육 도구로서 체스에 대해 논의할 예정이다. 또한 참가자가 행사장 곳곳을 돌아다니며 QR 코드를 찾아 스캔해 답을 맞추는 체스 퍼즐도 열 예정이다. 이번 올림피아드의 공식 파트너사로는 테크 마힌드라, 코카콜라 HBC 헝가리, 체서블, 프리덤 홀딩 등이 있으며 공식 스폰서로 폴가르 유디트 체스 재단과 헝가리의 의류 회사 도르코가 있다.

## 부대 행사

### 토너먼트
올림피아드 기간 일반인을 대상으로 다양한 토너먼트 행사가 열린다. 올림피아드 엑스포 클래식은 9월 12일부터 21일까지 BOK "C" 스포츠 홀에서 개최되며 올림피아드 참가자와 같은 장소에서 경기할 수 있는 기회를 부여받는다. 참가자 중 상위 5명에게 상금이 수여되며, 1등에게는 350유로 상당의 상금과 컵, 메달이 주어진다. 최우수 시니어, 최우수 여성, 최우수 U2000 참가자는 특별상을 수여받는다. 올림피아드 기간 개최되는 다른 토너먼트로는 9월 11일 엑스포 FIDE 레피드, 9월 13일 U18 엑스포 레피드, 9월 12일, 16일, 20일 엑스포 테마 토너먼트(헝가리 오프닝 강제), 9월 14일 엑스포 다이나믹 엔드게임, 9월 15일 엑스포 핸드 앤 브레인 체스, 9월 15일 엑스포 체스 20, 9월 16일 엑스포 컨술 체스, 9월 19일 엑스포 피셔 랜덤 체스(체스960), 9월 20일 엑스포 FIDE 블리츠, 9월 21일 매드 사이언티스트 엑스포 레피드가 있다.
또한 9월 14일에는 인터네셔널 마스터(IM)이자 여성 그랜드마스터(WGM)인 마들 일디코와 그랜드마스터 요제프 핀테르가 동시에 15개 보드 경기를, 9월 19일에는 그랜드마스터인 졸턴 지메시와 처버 벌로그흐가 동시에 15개 보드 경기를 펼치는 체스 동시 경기회를 연다.

### 세미나 및 컨퍼런스
올림피아드 기간 여러 세미나와 컨퍼런스가 열릴 예정이다. 9월 15일~16일, 9월 20~21일에는 체스를 학계로 통합하기 위한 실습 활동을 제공하는 것을 목표로 FIDE EDU 교사 준비 과정이 열린다. 이 과정의 강사는 여성 인터네셔널 마스터(WIM)이자 FIDE 체스 교육위원회 간사인 헝가리의 리터 어트킨시와 WIM이자 FIDE 강사, FIDE EDU 위원회 위원인 남아프리카의 아젤 솔로몬스가 맡는다. 9월 15일에서 18일까지는 FIDE 페어 플레이 세미나가 개최되어 페어 플레이에 관한 지식과 대회에서의 모범 사례를 제공한다. 9월 21일에는 보호를 위한 체스, 자유를 위한 체스, 무한한 체스, 노인을 위한 체스, 생명을 위한 체스 등 FIDE 사회 프로젝트를 통해 체스가 사회에 주는 혜택을 논의하기 위해 부다페스트 인터컨티넨탈 호텔에서 FIDE 사회위원회가 주최하는 #SOCIALCHESS 컨퍼런스가 개최된다. 이번 컨퍼런스에는 FIDE 관리이사회 부이사장인 다나 레이즈니에체오졸라, FIDE 사회위원회 위원장 안드레 푁틀린, FIDE 난민팀 대표와 UNHCR 대표단이 참여한다. 또한 같은 날인 9월 21일에는 부다페스트 인터컨티넨탈 호텔에서 여성체스위원회 주관으로 체스계 및 그 밖의 분야에서 여성의 역량을 강화하기 위한 여성&체스&밸런스 컨퍼런스가 열린다. 컨퍼런스 프로그램의 주제로는 "스포티한 전략가:체스와 그 너머", "경영관리", "여성 보호", "체스 토너먼트 브랜드 구축", "소셜 미디어 관리" 등이 있다. 컨퍼런스 발표자로는 Chess.com의 CEO인 대니얼 렌치, 다나 레이즈니에체오졸라, 체스 이벤트 주요 주최자, 유명 블로거, UNHCR 대표단 등이 있다.

## 비판 및 논쟁

### 러시아와 벨라루스에 대한 제재
2022년 3월 러시아의 우크라이나 침공에 대한 국제 올림픽 위원회의 권고에 따라 FIDE 위원회는 추후 공지가 있을때까지 러시아와 벨라루스 국가대표팀의 공식 FIDE 토너먼트 참여를 막았다. 그 결과 양국 팀은 제44회 체스 올림피아드에 참여하지 못했으며 침공에 반대하는 일부 선수는 러시아를 떠나 타 연맹으로 옮겨 참가하거나 FIDE 깃발 아래에서 경기를 나가기로 결정했다.
2024년 8월 키르기스스탄 체스 연맹은 러시아 체스 연맹과 벨라루스 체스 연맹의 정회원 권리를 즉각 회복하자는 결의안을 FIDE 총회에 제출했으며 부다페스트에서 열리는 체스 올림피아드 기간 열린 FIDE 총회 회의에서 논의될 예정이다. 결의안 제출 이후 독일 체스 연맹은 이 제안에 강력히 반대하는 성명문을 냈다. 영국과 미국 체스 연맹도 이 제안이 블라디미르 푸틴에게 상징적인 승리를 안길 것이라며 반대했다. 우크라이나 체스 연맹 회장 올렉산드르 카미신은 자신의 X 계정에 결의안 승인을 막기 위해 노력하겠다는 성명을 발표했다. 그는 우크라이나에서 이미 체스 선수 21명이 사망했으며 침공으로 2명이 아직 실종 상태라고 밝혔다. 카미신은 FIDE에 이 주제를 의제에서 제외해 달라고 요구했다. 전 세계 체스 챔피언 가리 카스파로프도 카미신을 지지했다. 잉글랜드 체스 연맹 회장 말콤 페인은 러시아의 FIDE 통제가 절대적이라고 말했다. 또한 그는 연맹의 규율과 결정방식을 변경해 러시아가 천천히 연맹을 잡아먹고 있다고 덧붙였다. 우크라이나의 체스 선수 바실리 이반추크는 키르기스스탄 체스 연맹의 제안서에 반대하는 청원서에 서명했고 나중에 우크라이나 올림피아드 선수단 전체가 서명하며 러시아에 대한 제재를 해제하지 말라고 요구했다.
2024년 9월 FIDE 회장 아르카디 드보르비치와 러시아 체스 연맹이 제출한 항소에서 FIDE 윤리 및 징계위원회(EDC) 1차심사소가 평가한 결과 IOC와 FIDE의 관할권에 따라 우크라이나 영토 내에서 러시아 체스 연맹이 행사를 개최하는 것을 막는 일을 정지하는 결정을 받아들였고 EDC 항소위원회는 제재를 자격정지에서 45,000유로 벌금으로 감경했다. FIDE 규정에 따르면 IOC 규정 및 다른 스포츠 연맹의 규정과 마찬가지로 유엔 지도를 사용해 스포츠 행사 개최 관할권을 결정한다는 점을 고려할 때 이 조치는 매우 놀라운 일이었다. 망누스 칼센의 코치인 페테르 헤이네 닐센은 EDC 회장 프랜코스 P. 스트라이돔이 여러 러시아 스포츠 연맹을 대리하는 러시아 로펌 실라 로펌과 관련되어 있음을 발견하고 스포츠 중재 재판소에 항소하겠다고 말했다. 리투아니아 체스 연맹은 EDC의 결정을 비판하는 성명을 발표했다. 유럽 체스 연합 사무총장인 테오도로스 초르바조글루는 2차 FIDE 징계위원회의 결정을 비판하는 개인 성명을 발표했다. 초르바조글루의 EDC 항소심 결정에 관한 성명서는 키르기스스탄 체스 연맹이 제출한 제안서와 연관이 있으며 결의안의 발의자이자 회장인 바부르 톨바에프는 EDC 회장 후보 중 한명이라고 지적했다.

### 숙박 시설
2024년 초 많은 체스 연맹과 대표단이 숙박 문제와 추가 비용 발생에 대한 우려를 제기했다. 모나코 체스 연맹 회장 장미셸 라페르는 4월 18일 주최측이 체스 연맹에 보낸 첫 초대장에 따르면 모든 팀에게 무료 스탠다드 더블 룸 방 2곳과 풀 보드가 포함된 스탠다드 싱글 룸이 제공될 예정이었다고 설명했다. 하지만 8월 15일 대표단장은 자비로 숙박해야 하며 같은 호텔에 숙박하지 못한다는 이메일을 받았다고 말했다. 독일과 스코틀랜드 체스 연맹은 각국 대표팀이 서로 다른 호텔에 흩어져 숙박하는 상태라고 말했다. 결국 모나코, 독일, 스코틀랜드 대표단은 주최 측이 주선한 공식 호텔 외에 자체적으로 숙소를 임대했다. 이후 튀르키예, 크로아티아, 불가리아 선수단도 비슷한 숙박 문제를 언급했다. 말콤 페인은 주최측으로부터 많은 국가에게 팀당 2개의 무료 싱글룸과 4개의 무료 더블룸이라는 표준 숙소 외에 추가 객실이 필요하다는 사실을 이해하지 못하는 상태라고 말했다. 네덜란드의 체스 선수 아니쉬 기리는 올림피아드에 숙소가 충분하지 않은 상태라고 지적했다. 여기서 FIDE 최고경영자 에밀 수토브스키가 상황에 대해 무지해 큰 비판에 직면했다.

### 비자 문제
FIDE와 관련된 소식통에 따르면 최대 60개국에서 체스 올림피아드에 비자 문제를 겪고 있으며 국가 대부분이 아프리카와 카리브해 출신이라고 말했다. 9월 9일 기준 비자 문제가 발생한 국가로는 아프리카의 알제리, 에스와티니, 레소토, 감비아, 중앙아프리카공화국, 튀니지, 이집트와 아시아의 아프가니스탄, 레바논, 예멘, 시리아, 이라크 등이 있다. 아프가니스탄 체스 선수 4명 중 하나인 세페르 사카와티는 아프가니스탄에 헝가리 대사관이 없어 8월 7일 선수단이 이란에 있는 헝가리 대사관에 비자를 신청했고 9월 5일 선수단 전체가 비자 발급이 거부된 상태라고 말했다. 이들은 9월 7일 대사관에 항소를 요청했지만 올림피아드 시작 하루 전까지도 답을 기다리는 중이었다. 결국 1라운드에서 오픈 부문과 여성 부문의 20개팀이 비자와 여행 문제로 인해 도착하지 못해 경기할 짝을 이루지 못했다. 헝가리 체스 연맹 회장인 졸탄 포얀스키는 선수단을 부다페스트로 데려오기 위해 많은 노력을 하는 중이라고 말했다. 이어 선수단이 아직 오고 있는 중이라며 하루이틀만 더 기다려 달라고 덧붙였다. FIDE 회장 아르카디 드보르비치는 이번 올림피아드의 불참률이 솅겐 지역의 평균 불참률인 16.5%보다 훨씬 낮다고 말했다.

### 기타 사건사고
각국 선수단이 여러 호텔에 흩어지면서 발생한 숙박 문제 때문에 부다페스트에 교통 문제가 발생했다. 그 결과 1라운드 경기는 20분, 2라운드 경기는 20분 지연된 채로 시작되었다. 저널리스트인 블러드 그히터는 자신의 X 계정을 통해 "셔틀버스의 탓인지 선수단의 탓인지 불분명하다"고 말했다. 망누스 칼센은 3라운드에서 콜롬비아의 그랜드마스터 로베르토 가르시아 판토하와의 경기에 10분 늦게 도착했는데 빗속에서 자전거를 타고 이동하던 도중 경기장으로 급히 달려와 입구가 어디인지 헷갈려서 지체되었다. 칼센은 경기장에 도착하기 전 몰수패를 당했다고 생각했으나 이미 3라운드 경기가 지연되어 시작했기 때문에 경기장으로 가는 지름길을 알려준 체스닷컴 사진작가 마리아 예멜리아노바 덕분에 몰수패를 피할 만큼 빨리 경기장에 갈 수 있었다. 경기가 끝난 후 칼센은 다른 선수와 다른 호텔에 머물고 있어 다른 선수들이 데리러 올 예정이라고 말했다. 하지만 갑자기 교통 체증이 심하고 늦게 도착할 것이란 소식을 접해 자전거를 타고 경기장까지 가는 것이 차로 이동하는 것보다 더 빠르다고 생각해 움직였다고 말했다.
오픈 부문 3라운드의 레바논 대 이집트 경기에서 페어플레이 검사가 이루어졌는데 올림피아드의 부정 방지 규정에 따라 허용되지 않는 전자기기인 SIM 카드가 발견되었다. 따라서 이집트 선수가 이긴 것으로 처리되었던 사메 사데크 대 안투앙 카시스의 경기 결과는 규칙에 따라 유보되었다. 오픈 부문 4라운드에서 보스니아 헤르체고비나 대 태국 간의 다른 경기에서도 장치가 발견되었다. 보스니아의 데얀 마랴노비치 선수는 띤나끄릿 아룬눈따빠닛(Tinnakrit Arunnuntapanich)과의 경기에서 초반에 패했지만 부정 방지 장치가 작동된 후 경기가 역전되었다. 같은 라운드에서 아르헨티나가 볼리비아에 3½–½ 승리를 거둔 후 이루어진 페어 플레이 검사에서 7차례 아르헨티나에서 챔피언이었던 디에고 플로레스의 지갑에 사용되지 않은 SIM 카드가 발견되어 그의 승리가 패배로 바뀌었다. 하지만 연맹과 주장 로버트 웅가스키의 항소가 받아들여져 결과가 다시 뒤집혔다.
오픈 부문 10라운드에서 이스라엘과 방글라데시의 경기에서 방글라데시의 그랜드마스터인 에나물 호사인이 타미르 나바티와의 경기에서 몰수패를 당했다. 호사인은 자신의 페이스북 글에서 보이콧을 선언하고 러시아와 벨라루스의 참여 금지에 대해 언급하며 이스라엘의 경기 참여에 대해 불평했다. 스위스 시스템에서는 이스라엘과 이란을 한 조에 편성해 여성 부문 최종 라운드에서 같이 경기를 치르게 했다. 하지만 이스라엘-하마스 전쟁으로 형성된 지정학적 관계 긴장 때문에 이란팀은 경기에 참석하지 않기로 결정했다. 경기 기본 시간이 끝난 후 심판은 이스라엘 4-0으로 점수를 수정했다. 이스라엘의 1번 보드 선수인 마르셀 에포임스키는 "정치와 스포츠가 섞여 있는 것은 부끄러운 일"이라고 말했다. 체스 저널리스트인 레온 왓슨은 이란과의 문제가 1995년까지 체스가 올림픽 정식 종목에서 제외된 가장 큰 이유였다고 밝혔다. 또한 왓슨은 FIDE에게 이와 관련된 조치를 시행해야 한다고 촉구했다.

## 같이 보기
- 체스 올림피아드
- 제2회 비공식 체스 올림피아드